# 1858 aux échecs
| Années des échecs : 1855 - 1856 - 1857 - 1858 - 1859 - 1860 - 1861    |
| Décennies des échecs : 1820 - 1830 - 1840 - 1850 - 1860 - 1870 - 1880 |

Cet article présente les faits marquants de l'année 1858 aux échecs.

## Événements majeurs

### Le voyage en Europe de Paul Morphy
Désireux de se mesurer à Howard Staunton, l'Américain Paul Morphy se rend en Angleterre. L’Anglais rejette à plusieurs reprises ses propositions de match. Ils ne se rencontreront jamais. L’Américain va alors se rendre dans quelques pays européens pour y rencontrer les meilleurs joueurs, comme Adolf Anderssen. Il reste au total onze mois sur le Vieux Continent, interrompant la domination d'Adolf Anderssen (1851-1858 et 1860-1866) durant ce laps de temps.

#### Paul Morphy et Howard Staunton
Howard Staunton est un maître d'Échecs anglais qui après avoir gagné un match contre de St Amand en 1843 fut considéré comme le meilleur joueur du monde. Organisateur du premier tournoi international de l'Histoire Londres 1851, il n'y obtiendra qu'une décevante quatrième place ; cédant le titre officieux de meilleur joueur du monde au vainqueur du tournoi, l'Allemand Adolf Anderssen. Il disputera par la suite en 1853 un match impromptu contre l'allemand Von der Lasa qui fut interrompu car Howard Staunton souffrait de troubles cardiaques. Tassilo Von der Lasa menait par 7 a 6.
Paul Morphy défiera Staunton une première fois avec une proposition de match à la Nouvelle-Orléans. L'offre est repoussée par l'Anglais en raison de la localisation.
Une fois en Europe Morphy renouvelle son défi, cette fois Staunton accepte mais demandera des délais pour terminer son travail sur Shakespeare.
Il demandera ensuite la fin du tournoi de Birmingham pour pouvoir retrouver de la pratique compétitive. Il proposera par la suite novembre pour jouer le match mais novembre venu prétextera de nouveau son travail. Le match n'aura jamais lieu.

#### Paul Morphy - Johann Löwenthal
- Paul Morphy - Johann Löwenthal 10-4 (+9-3=2) Londres. 19 juillet - 22 août 1858

Johann Lowenthal est au moment de ce match au sommet de son art. Il a remporté le premier congrès britannique d'échecs en 1857 en éliminant Adolph Anderssen, et juste après ce tournoi remportera le deuxième congrès britannique d'échecs en éliminant Howard Staunton. Il ne peut pas sous-estimer Paul Morphy, ayant joué et perdu contre lui en 1851 aux États-Unis alors que Morphy n'avait que 12 ans. Si depuis Löwenthal a certes progressé il ne peut penser que Morphy devenu adulte n'en a pas fait de même. Johann Lowenthal est classé numéro 3 mondial par le classement historique EDO pour l'année 1858.
Johann Löwenthal offrira finalement une bonne résistance.
| Joueurs          | 1 | 2 | 3 | 4 | 5 | 6 | 7 | 8 | 9 | 10 | 11 | 12 | 13 | 14 | Score |
| ---------------- | - | - | - | - | - | - | - | - | - | -- | -- | -- | -- | -- | ----- |
| Johann Löwenthal | = | 0 | 0 | 0 | 1 | 0 | 0 | 1 | 0 | 0  | 1  | 0  | =  | 0  | 4     |
| Paul Morphy      | = | 1 | 1 | 1 | 0 | 1 | 1 | 0 | 1 | 1  | 0  | 1  | =  | 1  | 10    |

#### Paul Morphy - Daniel Harrwitz
- Paul Morphy - Daniel Harrwitz 5.5-2.5 Paris. 5 septembre - 4 octobre 1858

Au moment de ce match Daniel Harwitz a quelques raisons de penser être le meilleur joueur du monde
- vainqueur en 1853 d'Elijah Williams 8,5-3,5 lui-même vainqueur dans deux matchs d'Howard Staunton
- vainqueur en 1853 de Josef Szen 3-1
- vainqueur en 1853 de Johann Löwenthal 17-14
- s'il a été éliminé en 1857 du congrès britannique d'Échecs par Anderssen 1-0, il a remporte trois parties certes amicales contre le même Anderssen
- et enfin il remporte la veille du tournoi une partie amicale contre Paul Morphy lui-même.

Il est classé sixième par Edochess.
Il remporte les deux premières parties puis sera balayé par Morphy. Il abandonnera le match en prétextant des problèmes de santé.
| Joueurs         | 1 | 2 | 3 | 4 | 5 | 6 | 7 | 8 | Score |
| --------------- | - | - | - | - | - | - | - | - | ----- |
| Paul Morphy     | 0 | 0 | 1 | 1 | 1 | 1 | = | 1 | 5.5   |
| Daniel Harrwitz | 1 | 1 | 0 | 0 | 0 | 0 | = | 0 | 2.5   |

#### Paul Morphy - Adolf Anderssen
- Paul Morphy - Adolf Anderssen 8-3 (+7-2=2) Paris . 20-28 décembre 1858

Paul Morphy, privé d'un match contre celui qu'on décrivait lors de son enfance comme le meilleur joueur du monde : Howard Staunton, finance à ses frais la venue du champion du monde officieux Adolf Anderssen le grand vainqueur du seul tournoi International à ce jour Londres 1851 en ayant à cette occasion en demi-finale pris la mesure d'Howard Staunton 4-1. Il est classé deuxième mondial par Edochess pour 1858.
| Joueurs         | 1 | 2 | 3 | 4 | 5 | 6 | 7 | 8 | 9 | 10 | 11 | Score |
| --------------- | - | - | - | - | - | - | - | - | - | -- | -- | ----- |
| Paul Morphy     | 0 | = | 1 | 1 | 1 | 1 | 1 | = | 1 | 0  | 1  | 8     |
| Adolf Anderssen | 1 | = | 0 | 0 | 0 | 0 | 0 | = | 0 | 1  | 0  | 3     |

### Deuxième congres britannique d'Échecs (British Chess Congress) Birmingham & Londres
Organisé par la British Chess Association du 24 août 1858 au 23 septembre 1858 à Birmingham puis Londres.

#### Premier tour
- Johann Löwenthal - James Kipping 2-0
- Howard Staunton - Hesseth Hugues 2-0
- John Owen - Thomas Hampton 2-0
- Georges Salmon - Emeric de Szabo 2-0
- Ernst Falkbeer - Clement Ingleby 3.5-2.5
- Pierre de Saint-Amand - Beetlestone 2-0
- Robert Brien - Henry Bird 1-1

#### Deuxième tour / Quart de finale
- Johann Löwenthal - Howard Staunton 2-0
- John Owen - Georges Salmon
- Ernst Falkbeer - Pierre de St Amand 2-1
- Robert Brien

#### Troisième tour / Demi-finale
- Johann Löwenthal - John Owen 2,5-0,5
- Ernst Falkbeer - Robert Brien 3,5 - 2,5

#### Quatrième Tour / Finale
- Johann Löwenthal - Ernst Falkbeer 5-3 (+3-1=4)

#### Tournoi B Finale
- Samuel Boden - James Kipping 1-0

## Tournois

### Congrès d'Échecs californien (California Chess Congress) à San Francisco

#### Demi-finale
- Selim Franklin - Daniel Roberts 3-2
- Edward Jones - John Shaw 4.5-3,5

#### Finale
- Selim Franklin - Edward Jones

### Phillidorian Chess Club 1858 Londres
1. Robert Brien 18/28
2. Joseph Campbell 13/23
3. Adolf Zytogorsky 9/18
4. Ernst Falkbeer 8/16
5. Frank Healey 2/9
6. Charles Kenny 2/10

## Matchs formels
- Samuel Boden - John Owen 8-3 Londres. Février- mars 1858
- John Owen -Samuel Boden 3-1 Londres. Avril-mai 1858
- Samuel Boden- John Owen 5-1 Londres. Juin 1858
- Adolf Anderssen - Daniel Harrwitz 4,5-2,5 Paris. Décembre 1858
- Berthold Suhle - Bartolomeo Forlico 11-9 Venise. 1858

## Matchs amicaux
- Paul Morphy rencontre le duc de Brünswick et le comte Isouard à l’Opéra jouant en consultation, dans la loge permanente du duc. Cette partie, dite « de l’Opéra », est restée célèbre[35],[36].
- Paul Morphy - Thomas Barnes 13-6 Londres Jun-Jul 1858
- Paul Morphy- Jules de Riviere 7.5-1.5 Paris Septembre 1858
- Paul Morphy - Samuel Boden 6.5-2.5 (+5-1=3)

## Classements historiques

### Classement Edochess
| Rang | Nom              | Pays                 | Classement Edochess | Parties jouées | Né en |
| ---- | ---------------- | -------------------- | ------------------- | -------------- | ----- |
| 1    | Paul Morphy      | États-Unis           | 2805                | 229            | 1837  |
| 2    | Adolf Anderssen  | Royaume de Prusse    | 2659                | 19             | 1818  |
| 3    | Johann Löwenthal | Hongrie              | 2632                | 29             | 1806  |
| 4    | Alexandre Petrov | Empire russe         | 2631                | 0              | 1794  |
| 5    | Louis Paulsen    | Principauté de Lippe | 2629                | 0              | 1833  |
| 6    | Daniel Harrwitz  | Royaume de Prusse    | 2621                | 21             | 1823  |
| 7    | Howard Staunton  | Royaume-Uni          | 2583                | 4              | 1810  |
| 8    | Serafino Dubois  | États pontificaux    | 2582                | 0              | 1817  |
| 9    | Samuel Boden     | Royaume-Uni          | 2549                | 31             | 1825  |
| 10   | John Cochrane    | Royaume-Uni          | 2542                | 0              | 1798  |

## Divers
Après Londres, Paul Morphy poursuit sa tournée européenne à Paris. Il joue de nombreuses parties au café de la Régence.

## Nécrologie
- Alexander Ferdinand von der Goltz (en)